# Comediscos
El comediscos o minitoc era un tocadiscos portátil para reproducir discos de vinilo, considerado precursor de reproductores de música portátiles posteriores, tanto técnicamente como por su influencia en la cultura. El disco se introducía por una ranura lateral, lo que le hacía reproducirse inmediatamente, y contaba con un botón o palanca para expulsarlo.
El comediscos apareció como elemento nostálgico en la campaña publicitaria por el 75 aniversario de El Corte Inglés.